# Svensköps kyrka
Svensköps kyrka är en kyrkobyggnad i Svensköps socken. Den tillhör Hörby församling i Lunds stift, tidigare församlingskyrka i Svensköps församling.

## Kyrkobyggnaden
Kyrkan byggdes i byn Kilhult 1863-1864 av byggmästare Pettersson från Ivetofta. Den ritades av arkitekten Thor Medelplan . Invigningen skedde 1864. Den ersatte en romansk kyrka från tidig medeltid som låg i Svensköps by. Den gamla kyrkan hade förfallit och motsvarade inte längre församlingens behov. Kyrkan revs dock inte helt och finns idag kvar som Svensköps kyrkoruin.
1932 restaurerades kyrkan och bland annat målades bänkarna om i en rosa färg. 1964 skedde ytterligare en restaurering då bänkar, altarring och kor omändrades efter ritningar av arkitekt Torsten Leon-Nilson, Ignaberga. Samtidigt hängdes ett färgat glaskors i valvbågen över altaret.

## Inventarier
- 1883 skänkte drängen Jöns Torkelsson en åttaarmad malmkrona (ljuskrona) till kyrkan.
- 1953 skänkte Elna och August Nilsson två mindre mässingsljuskronor för 16 ljus till kyrkan.
- Kyrkan var utan dopfunt fram till 1953. Då köptes en funt huggen i Höörsandsten av stenhuggare Johansson i Dalby.
- 1917 års kyrkobibel är skänkt av Georg J:son Karlin, grundare av Kulturen.
- Kalk i silver från 1864 med inskriptionen "Kilhults kyrka".

### Orgel
- 1896 flyttades en orgel hit från Hörby kyrka. Den var byggd 1851 av Johan Nikolaus Söderling, Göteborg med 10 stämmor. Samtidigt omändrades orgeln av  Salomon Molander & Co, Göteborg och fick då 6 stämmor.
- 1915 byggde A. Mårtenssons Orgelfabrik AB, Lund en orgel med 6 stämmor.
- Den nuvarande orgeln byggdes 1977 av J. Künkels Orgelverkstad AB, Lund och är en mekanisk orgel.

| Huvudverk I  | Svällverk II      | Pedal      | Koppel |
| Gedackt 8'   | Koppelflöjt 8´    | Subbas 16´ | I/P    |
| Principal 4' | Täckflöjt 4'      | Pommer 4'  | II/P   |
| Waldflöjt 2' | Kvinta 1 1/3'     |            | II/I   |
| Mixtur III   | Sifflöjt 1'       |            |        |
|              | Crescendosvällare |            |        |

## Svensköps kyrkoruin
Den äldsta kyrkan i Svensköp uppfördes troligen redan på 1100-talet. 1769 uppfördes ett klocktorn och kyrkan renoverades samt byggdes till.  Den gamla kyrkan kallades Sankt Lars tempel. Den gamla kyrkoruinen i Svensköps by stod länge och förföll men restaurerades 1951. 
Svensköps kyrkoruin har RAÄ-nr 1:2 55°53′27″N 13°51′50″Ö / 55.89083°N 13.86389°Ö

## Inventarier från den gamla kyrkan
På kyrkostämman 11 november 1864 beslutades att inventarierna i den gamla kyrkan skulle säljas varför de spreds i bygden.
- 1964, i samband med återinvigningen av Svensköps kyrka, skänkte Elna Nilsson ett par mässingsljusstakar som en gång stått på altaret i Svensköps gamla kyrka och som hennes far ropat in på auktion.
- 1981 skänkte Alfred Bjärnerot den gamla kyrkans kyrknyckel, vilken hans farfar ropat in på auktion.
- I vapenhuset finns en tavla för kungörelser, med kunglig krona överst. Kommer från gamla kyrkan och är skänkt av Carl Hallqvist.
- Den medeltida dopfunten från den gamla kyrkan användes som blomkruka i Tollarp men finns idag på konstmuseet Millesgården på Lindingö.
- Ett krucifix från 1400-talet finns på Kulturen i Lund.

## Kyrkklockor
- Kyrkklockan i Svensköps gamla kyrka, Mariaklockan, göts på Svensköps kyrkogård 1631 av Willem Riebb, Malmö. 1864 sattes denna klocka upp i tornet på den nya kyrkan i Kilhult. Klockan gick sönder på 1930-talet. Den 14 september 1934 göts klockan om på Bergholtz klockgjuteri i Stockholm. Vid omgjutning används malmen från den gamla klockan, men även ny malm tillsätts. Tonen är A. Den gamla klockans inskription bevarades, om dock något förvanskad.
- 1953 skänkte Elna och August Nilsson en kyrkklocka, gjuten av Bröchner-Ohlssons klockgjuteri i Ystad till Svensköps kyrka. Klockan väger 300 kg, tonen är C och priset var 6000 kr. Kyrkklockan bär inskriptionen

| ” | 1953 göts denna klocka, en gåva av hem.äg. August Nilsson och hans hustru Elna Nilsson, Elmhult, Svensköp. Anders Nygren var då biskop över Lunds stift. Folke Lunnemark kontraktsprost över Gärds kontrakt. John Fredriksson kyrkoherde i Huaröds och Svensköps pastorat. Gunnar Reimers vice pastor i pastoratet samt Nils Sandgren och Sigfrid Liljegren kyrkvärdar. Nils Persson och Olof Jönsson, Alfred Bjärneroth och Anders H Nilsson kyrkorådsledamöter. Give då Gud, att var vi bo, Alltid när klockorna ringa, Samlas vi må i Kristi tro Herren vårt offer att bringa, Hämta i bön hans håvor ned, Skåda i hoppet den sabbatsfred Sist för Guds folk står åter. | „ |